# Municipio de Piney Grove
El municipio de Piney Grove (en inglés: Piney Grove Township) es un municipio ubicado en el  condado de Sampson en el estado estadounidense de Carolina del Norte. En el año 2010 tenía una población de 2.774 habitantes.

## Geografía
El municipio de Piney Grove se encuentra ubicado en las coordenadas 35°8′38.6″N 78°13′20.98″O / 35.144056, -78.2224944.